# Krappa
De krappa of krapa (Carapa guianensis; onder andere ook andiroba of crabwood genoemd) is een boomsoort uit de familie Meliaceae (Mahoniefamilie). De boom komt voor in het Amazonegebied, in Centraal-Amerika en in de Caraïben. Het is een hoge boom met een dicht bladerdek, die meestal langs de rand van rivieren in het tropisch regenwoud groeit. Het hout lijkt op mahoniehout en wordt toegepast in kwaliteitsmeubelen. Uit de zaden wordt een plantaardige olie, krappa-olie gewonnen die medicinale eigenschappen heeft. Krappa-olie wordt in combinatie met anatto toegevoegd om Goudse kaas haar goudgele kleur te geven. Ook wordt de krappa-olie gebruikt als afweermiddel tegen insecten.

## Naamgeving

### Botanische naam
De botanische naam Carapa guianensis werd in 1775 gepubliceerd door de Franse botanicus Jean Baptiste Christian Fusée Aublet. De typelocatie van de soort ligt op een niet gespecificeerde plek in Frans-Guyana. De geslachtsnaam Carapa is een latinisering van het woord 'krappa' dat uit het Karaïbs komt. De soortaanduiding guianensis verwijst naar het gebied Guyana.

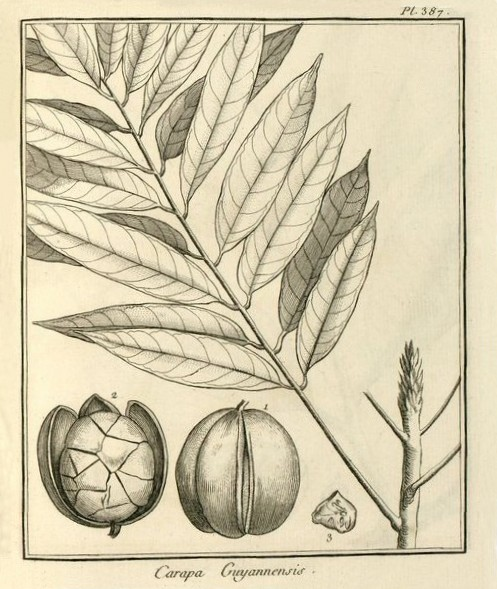
Tekening van Aublet, 1775

De botanische naam kent de volgende synoniemen:
| - Amapa guianensis (Aubl.) Steud. (1821) - Granatum guianense (Aubl.) Kuntze (1891) - Xylocarpus carapa Spreng. (1825, nom. superfl.; gebaseerd op hetzelfde type) - Xylocarpus guineensis (Aubl.) M.Roem. (1846, nom. superfl.; gebaseerd op hetzelfde type) - Persoonia guareoides Willd. (1799) - Carapa latifolia Willd. ex C.DC. (1878; pro syn.) - Guarea mucronulata C.DC. (1917) - Carapa macrocarpa Ducke (1922) |

### Triviale namen
Omdat de boom een groot verspreidingsgebied kent, zijn er veel lokale namen. De naam 'krappa' vindt zijn oorsprong in Suriname. Het komt uit het Karaïbs en is afgeleid van ka, dat 'olie' betekent. De Engelse naam crabwood is ook afkomstig van 'krappa' en heeft niets met een krab te maken. De olie wordt in Nederland en Vlaanderen ook onder de Braziliaanse naam andiroba-olie verkocht. De naam andiroba is afkomstig uit het Nheengatu en betekent 'bittere olie' (nhandi='olie', rob='bitter').
Onderstaande uitklapbare lijst geeft een overzicht van de lokale namen die in verschillende landen gebruikt worden:
- Acajou (Dominica, Dominicaanse Republiek)
- Abocidan, aboridã (Brazilië)
- Andiroba, andiroba-aruba, andiroba-branca, andiroba-do-igapó, andiroba-lisa, andiroba-saruba, andiroba-saruda, andiroba-vermelha, andirobaaruba, andirobeira, andirobeira-branca, andirobeira-vermelha, andirova, angiroba, gendiroba, iandiroba, iandirova, jandiroba, jandirova, landirova, mandiroba, nandiroba, nandirova, yandiroba, yandirona (Brazilië)
- Bastard mahogany, Brazilian mahogany, British Guyana mahogany, demerara mahogany, roba mahogany, royal mahogany, Surinam mahogany (Engels)
- Bateo, cedro bateo (Panama)
- Bascibalo (Colombia)
- Bois calle, bois rouge (Frans)
- Cabirma de guiana, cabirma de guinea (Dominicaanse Republiek)
- Cachipou (Frans-Guyana)
- Camaçari, comaçar, comaçari (Brazilië)
- Caoba, caobilla (Centraal-Amerika)
- Carapa (Brazilië, Venezuela), bois de carappe, bois rouge carapat, bois rouge carape, carapa blanc, carapate, carapote (Guadaloupe), carapá, carapinha, caropá (Brazilië), camapa (Kreools), carapa blanc, carapa rouge, kaapa (Frans-Guyana), crapo, crappo, crappowood (Ecuador, Grenada, Trinidad en Tobago), krappa, kaapa, kaäpa, karepa, kelaba (Suriname), carapat bogamani
- Cedro cóbano (Spaans)
- Cedro macho (Centraal-Amerika)
- Crabwood, crapwood, Guyana crabwood (Engels), Crabbaum (Duits)
- Figueroa (Colombia, Ecuador)
- Flor de abril (Honduras)
- Guino, güino, cedro güino, huino (Colombia)
- Lángelin (Frans)
- Masabalo, masábalo, masábolo, mazabalo (Colombia)
- Medroño (Ecuador)
- Najesí, nazasi (Cuba)
- Orinoco (Venezuela)
- Penaiba, penaíba (Brazilië)
- Purga-de-santo-antônio, purga-de-santo-inácio (Brazilië)
- Requia (Peru)
- Saba (Panama)
- Tallicona (Costa Rica)
- Tanca obialla (Costa Rica), tanca obilla (Nicaragua)
- Tangara, tangare, tangaré, tangarillo (Colombia, Ecuador)
- Tiviru (Frans-Guyana)
- Warawere (Belize)
- Wild cashew (Belize, Guyana)
- Yanï (Frans-Guyana)

## Voorkomen

### Habitat

Verspreidingsgebied van de krappa

De krappa komt vooral voor in de boomlaag of als tweede boomlaag in het tropisch regenwoud van Zuid-Amerika. Soms is het de dominante soort, en maken de krappa's meer dan 20% van de volwassen bomen in een gebied uit. De krappa gedijt met name op voedselrijke bodems. De boom groeit vooral op laaggelegen grond, bij de rivieren die regelmatig overstromen, aan de rand van moerassen en in moerassig bos. De boom komt in het algemeen voor tot een hoogte van 700 meter, maar op sommige plaatsen in Venezuela, Ecuador en Guadaloupe wordt hij boven de 1000 meter aangetroffen.
De krappa gedijt in gebieden met een temperatuur van 20 tot 35 °C, en met een regenval van 1500 tot 3200 mm/jaar. Experimenten in Indonesië hebben aangetoond dat de krappa meer dan 3 maanden in overstroomd gebied kan blijven staan zonder te sterven aan zuurstofgebrek. De boom verdraagt schaduw redelijk goed, maar groeit sneller in het volle zonlicht.

### Verspreiding
De krappa is inheems in het Amazonegebied, in Centraal-Amerika en in de Caraïben. Meer bepaald komen er inheemse populaties voor in de volgende landen en territoria:
| - Belize - Brazilië - Colombia - Costa Rica - Cuba - Dominicaanse Republiek | - Ecuador - Frans-Guyana - Guadeloupe - Guyana - Haïti - Honduras | - Panama - Peru - Puerto Rico - Suriname - Trinidad en Tobago - Venezuela |

In Centraal-Amerika komt de boom met name aan de Atlantische kust voor, in Costa Rica ook aan de Pacifische kust. In Brazilië groeit de krappa vooral in de deelstaten Amazonas en Pará, met name in de buurt van de grote rivieren Solimões en Tocantins. In dit land begint de boom in de buurt van steden zeldzaam te worden, omdat hij veel gekapt wordt vanwege het hout.
Buiten Latijns-Amerika is de krappa een exoot in de volgende landen:
- Indonesië
- Maleisië
- Singapore

Sommige bronnen geven aan dat de krappa ook in West-Afrika voorkomt, maar in de meeste gevallen gaat het dan om Carapa procera, een andere soort binnen het geslacht Carapa.

## Morfologie
De volwassen boom is meestal 30 tot 40 meter hoog, maar kan een hoogte van 60 meter bereiken. De krappa is bladverliezend tot semi-groenblijvend. De kroon van de krappa is onregelmatig gevormd en zeer wijdvertakt. Het bladerdek is erg dicht.

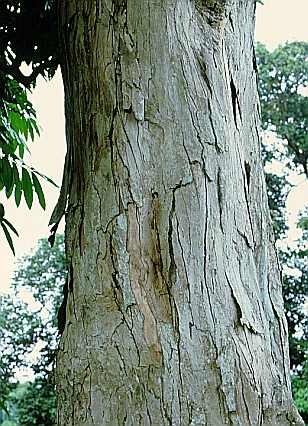
Stam van de krappa

### Stam, takken en wortels
De stam is recht en cilindrisch. Hij is meestal tot een meter dik, maar kan in sommige gevallen een diameter op borsthoogte tot 2 meter bereiken. Vaak zijn er plankwortels aanwezig met een lengte tot 2,5 meter. De onderste helft tot twee derde van de stam (20–30 meter) is takkenloos.
De bast is dik en grijsbruin tot donkerbruin, soms ook roodachtig. Vaak zijn er lichtgrijze streepachtige vlekken aanwezig. De bast is aan de oppervlakte gegroefd en breekt gemakkelijk af, in vierkante schubben of in horizontale repen. De binnenste bast is vezelachtig, en rood of roze-bruin.
De takken zijn dik en bruin, en groeien in een stijgende lijn met veel bochten. Jonge stengels zijn bedekt met opvallende lenticellen. De hoofdwortel is lang, sterk en bruin van kleur. De secundaire wortels zijn dun en wijdvertakt. Zij hebben een lichtere bruine kleur.

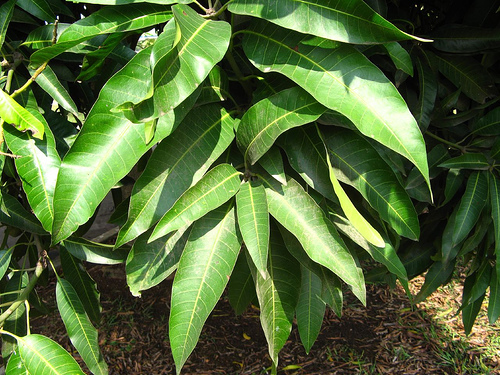
Bladeren van de krappa

### Bladeren
De krappa is herkenbaar aan de grote bladeren. De bladeren zijn alternerend om de takken geplaatst in de vorm van een helix. De bladstengel is 10–25 cm lang en heeft een diameter van 3 tot 7 mm. De bladspil is glad en heeft een lengte van 12–45 cm. Bij de overgang van de stengel naar de bladspil bevinden zich meestal twee nectarklieren.
De bladeren zijn evengeveerd: aan elke stengel staan 3 tot 10 paren deelbladeren, tegenoverstaand geplaatst. Tegen het eind van de stengel staan de deelbladeren dicht bij elkaar. Aan het eind van de stengel zit een slapende bladklier, waar soms een extra deelblad uit groeit (het blad is dan onevengeveerd). De deelbladeren hebben geen steunblaadjes. De bladstelen waarmee de deelbladeren aan de stengel bevestigd zijn, zijn gemiddeld 8 mm lang.
De deelbladeren zijn lancetvormig of ovaal en hebben een gave bladrand. De bladvoet is schuin, asymmetrisch en breed. De bladtop is meestal spits toelopend, in zeldzame gevallen afgerond. Het bladoppervlak is leerachtig van structuur aan de bovenkant en glad aan de onderkant. Aan de onderkant van het blad kunnen zich rondom de hoofdnerf enkele eenvoudige haren bevinden. De kleur van het blad is helder groen bij de nerf en flauwer groen bij de bladrand. Jonge bladeren zijn felgroen, oudere bladeren krijgen een meer roodachtige kleur. De hoofdnerf is opvallend zichtbaar aan de onderkant. Er zijn 7–17 paar secundaire nerven. De tertiaire nerven zijn dicht verspreid en plat.
De deelbladeren zijn groter bij de top (apex) dan bij de basis van de stengel:
| Onderdeel                            | Breedte   | Lengte       |
| ------------------------------------ | --------- | ------------ |
| Blad                                 | 26,5 cm   | 80 cm        |
| Deelblad aan de basis van de stengel | 4–13,5 cm | 13,4–28 cm   |
| Deelblad bij de top van de stengel   | 8–13,8 cm | 23,2–33,6 cm |

### Bloesem
De bloesems zijn okselstandig of subterminaal geplaatst onder priemvormige takjes. Ze vormen een rechtopstaande, wijdvertakte thyrsus die 20 tot 80 cm lang kan worden. De bloemen zijn zittend geplaatst of hebben slechts een zeer korte pedicellus. Deze is glad of heeft lenticellen.
De bloemen zijn klein en urnvormig. De kleur is wit of crème, met een lichtroze buitenkant. Ze hebben een licht muskusachtige geur. De krappa is eenhuizig: de bloesems zijn eenslachtig, maar met goed ontwikkelde rudimenten van het tegenovergestelde geslacht. De bloemen zijn meestal viertallig of vijftallig, maximaal zeventallig.
De kelk is gelobd tot bijna aan de basis. De kroonbladeren zijn licht gedraaid. Ze hebben een klier aan de top. De stamper heeft een rond of vierkant vruchtbeginsel, in vrouwelijke bloemen is dit gekarteld. De meeldraden hebben rudimentaire zaadknoppen.
In de onderstaande tabel zijn de afmetingen van de verschillende onderdelen van de bloesem weergegeven.

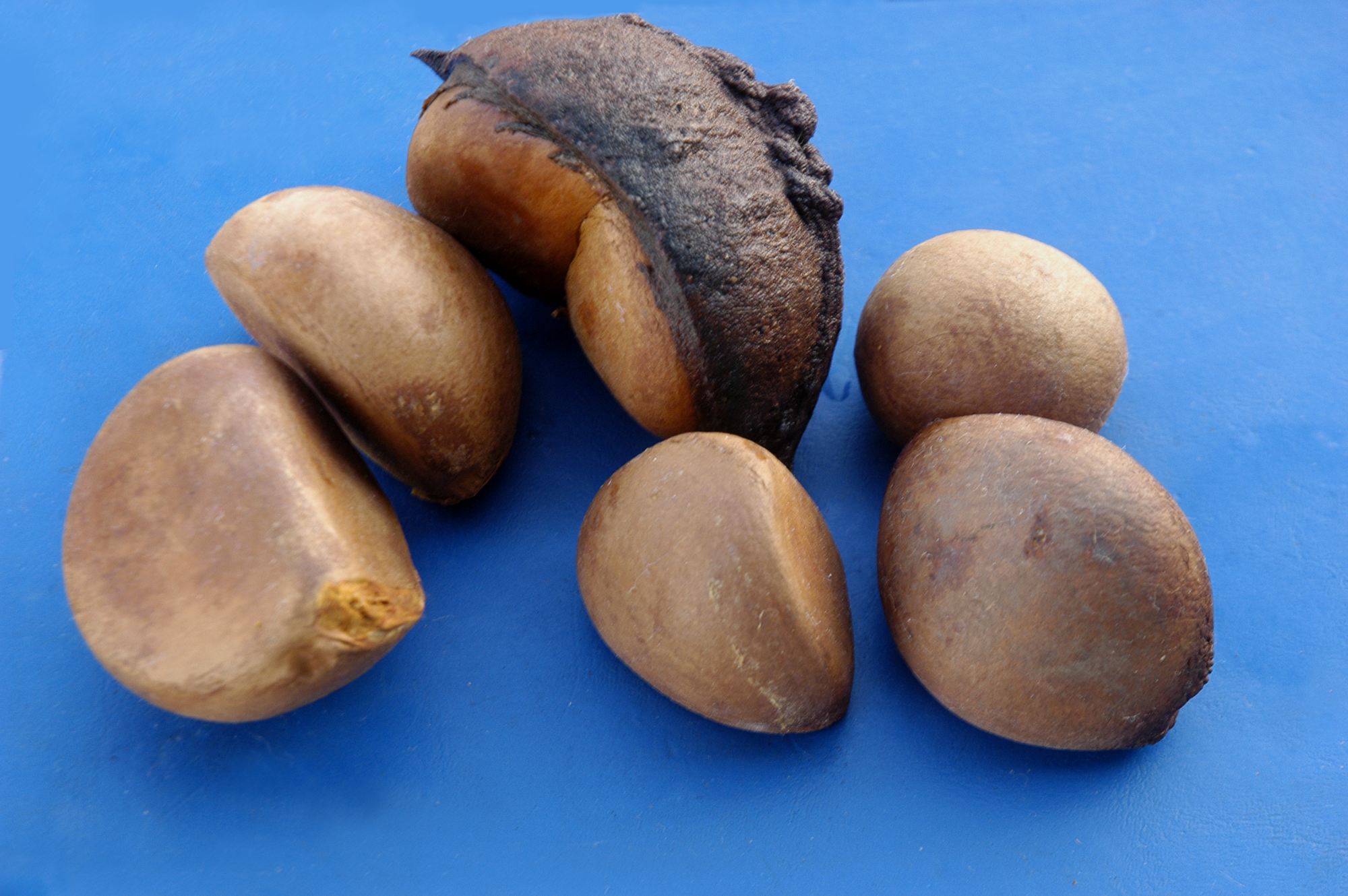
Vrucht met zaden

| Onderdeel                                        | Grootte              |
| ------------------------------------------------ | -------------------- |
| Lengte pedunculus                                | 5–12 cm              |
| Lengte onderste zijassen                         | <18 cm               |
| Lengte pedicellus                                | 0,2–1 mm             |
| Lengte kelkblad                                  | 0,7–1,3 mm           |
| Kroonblad                                        | 3,5–5,5 × 2,5–4 mm   |
| Lengte helmdraad                                 | 2–3,4 mm             |
| Helmknop                                         | 0,5–0,8 × 0,4–0,7 mm |
| Antherodium                                      | 0,4–0,5 × 0,3–0,5 mm |
| Vruchtbeginsel in vrouwelijke bloem              | 1,2–2,5 × 1–2 mm     |
| Vruchtbeginsel in mannelijke bloem (rudimentair) | 0,5–1,6 × 0,5–1,5 mm |
| Lengte stijl in mannelijke bloem                 | 0,7–1,7 mm           |
| Lengte stijl in vrouwelijke bloem (rudimentair)  | 0,2–0,8 mm           |
| Doorsnede stempel                                | 1–1,5 mm             |

### Vrucht
De krappa heeft een hangende vrucht die een beetje op een kastanje lijkt. De steel waarmee de vrucht aan de stengel bevestigd is, is 2 cm lang. De vrucht is 7 tot 16 cm groot. Hij is houtachtig en heeft de vorm van een prolate sferoïde. Het is een vierdelige splitvrucht. Door het midden van elke dopvrucht loopt een ribachtige structuur. Er zijn geen wratachtige uitsteeksels en slechts weinig nectarklieren. Elk van de vier dopvruchten bevat twee tot vier zaden.

### Zaad
De zaden zijn 3–4 centimeter groot, en wegen normalerwijze tussen de 9 en 30 gram. Soms kunnen ze echter een gewicht van meer dan 100 gram bereiken. Ze zijn lichtbruin of roodbruin gekleurd, en hebben een hard, houtachtig zaadomhulsel. Op het moment dat de zaden vallen hebben ze een groenbruine tint. Ze zijn hoekig met gladde oppervlakken, waarvan één oppervlak de kromming van de vrucht volgt, en de andere vlak zijn. Deze vorm wordt veroorzaakt door de druk die de zaden op elkaar uitoefenen in de vrucht.
De navel heeft een grootte van 1,5–3,3 × 0,3–1,7 mm. De zaadlobben zijn met elkaar vergroeid. De embryonale as is heel klein en bevindt zich binnen de zaadlob, dicht bij de kiemopening.
Een grote boom kan 700 tot 4000 zaden bevatten, dit komt neer op 22–200 kg per boom. Een hectare aangeplante krappa kan 5–10 ton zaad per jaar leveren.

## Levenscyclus

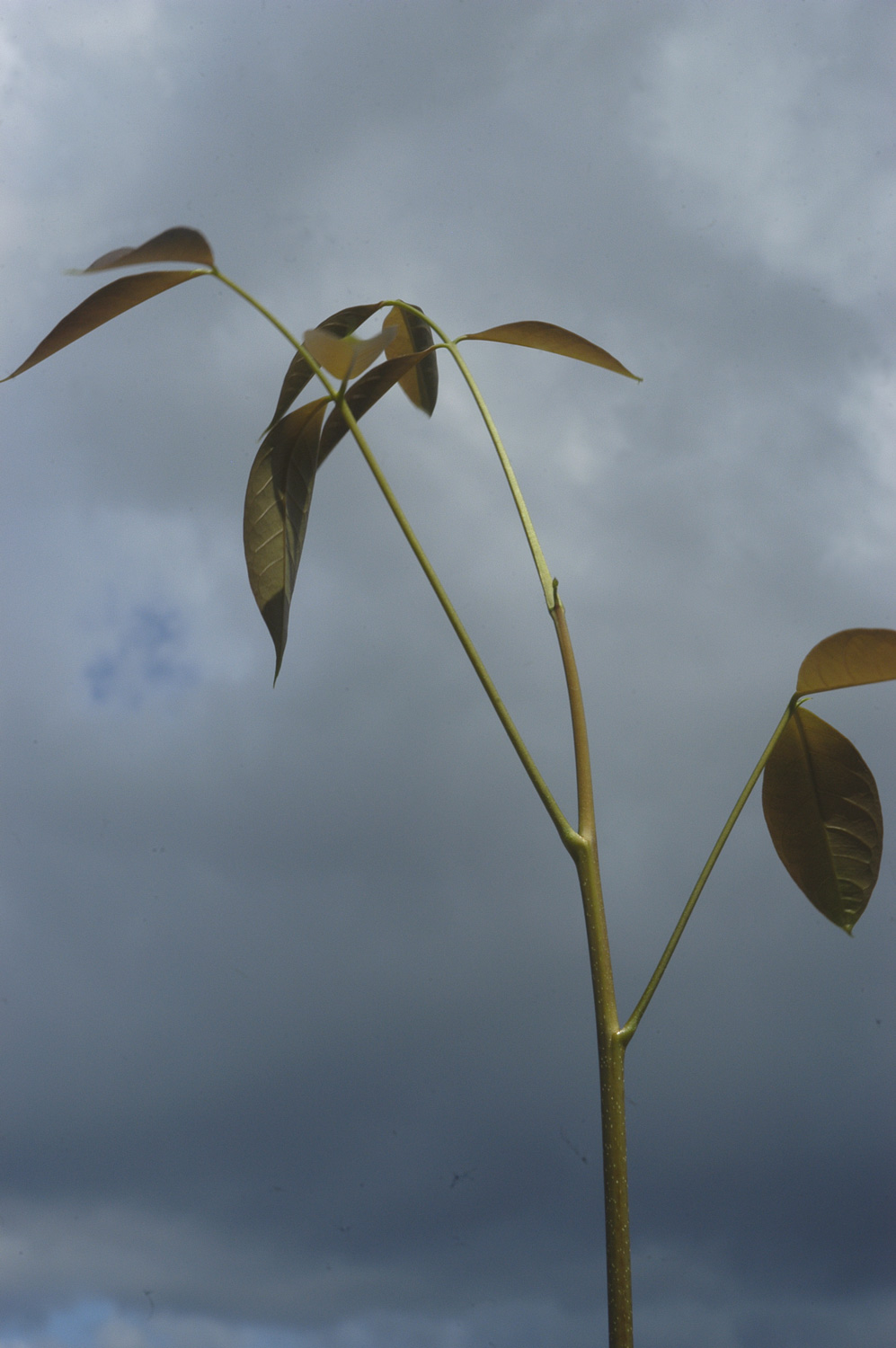
Kiemplant

### Bestuiving
De bloeiperiode van de krappa verschilt van gebied tot gebied, en hangt sterk van de plaatselijke klimaatomstandigheden af. In alle gevallen is de bloei beperkt tot een korte periode in het jaar. De bloei is asynchroon: in elk derde jaar is er een grotere productie van bloesems, en dus ook van vruchten. De krappa draagt bloemen vanaf dat de stam een doorsnede van 20 cm heeft, en vruchten vanaf een stamdikte van 30 cm. Dit is relatief vroeg in vergelijking tot andere boomsoorten. Een krappa kan bloesems en vruchten aan dezelfde boom hebben.
De bestuiving vindt plaats door insecten, met name angelloze bijen, kevers en motten. Elke bloesem brengt 1 of 2 vruchten voort. Deze hebben 8 tot 12 maanden nodig om te rijpen. Daarna barsten vier kleppen op de vrucht geheel of gedeeltelijk open (dehiscentie), zodat de zaden bloot komen te liggen.

### Verspreiding van het zaad
Bij krappa's die langs de rivieren groeien worden de zaden vooral verspreid doordat ze drijven op water. Bij krappa's op droge gronden ook verspreid door knaagdieren waaronder paca's en agoeti's, gordeldieren, pekari's, hertachtigen en varkens. Deze nemen de zaden mee tot een afstand van 25 meter. Als de krappa op droge gebieden groeit, wordt tot 96% van de zaden door hen opgegeten. Met name knaagdieren begraven ook zaden, waardoor ze aan de verspreiding van het zaad bijdragen.

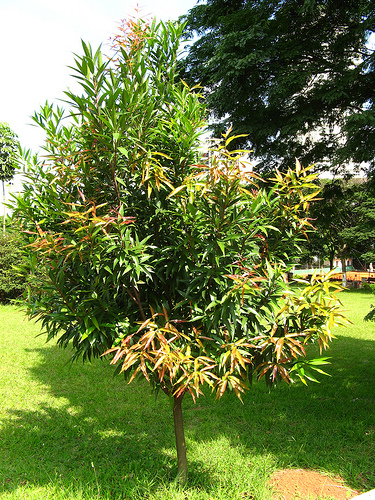
Jonge boom

### Kieming
Het kiemen van krappazaad duurt 19–21 dagen. De zaden kiemen ondergronds (hypogeïsche kieming) en de zaadlobben blijven binnen de zaadhuid verborgen (cryptocotylair). In zeldzame gevallen komen er albino kiemplanten voor. Op het epicotyl (het deel van de stengel boven de zaadlob) bevinden zich gemiddeld vier catafylen.
De jonge plant heeft grotere bladeren dan de volwassen boom. Dit blijft zo totdat de eerste takken gegroeid zijn. Verder hebben jonge planten een enkele penwortel, latere wortels bevinden zich meer aan de oppervlakte.

### Groei
In het eerste jaar groeit het boompje een halve meter. Na 4 jaar bereikt het een hoogte van 5 meter en heeft de stam een diameter van 6 cm. Daarna groeit de boom gemiddeld 1,8 meter per jaar, en neemt de stam jaarlijks 1,1 cm in diameter toe, tot deze rond het vijfentwintigste jaar een diameter van 1,6–2 meter heeft bereikt. Witte krappa is productief tot een leeftijd van 20–25 jaar, rode krappa tot 40–60 jaar.

## Variatie

### Fenotypes
De krappa kent verschillende fenotypes. Bekendst is het onderscheid tussen 'witte krappa' en 'rode krappa'. Ook in andere talen komt dit verschil terug, bijvoorbeeld in benamingen als 'white crabwood' en 'red crabwood'. Witte krappa of white crabwood' (ook 'swamp-crabwood') groeit op laaggelegen grond bij de rivieren, rode krappa of red crabwood (ook 'hill-crabwood') groeit op hoger gelegen gedeelten. Het verschil tussen het hout van witte en rode krappa is gemakkelijk te ontdekken: het hout van witte krappa drijft op water, het hout van rode krappa zinkt. Ook zijn er verschillen in de kwaliteit van het hout.
In Costa Rica vormen de krappa's die aan de Pacifische kust groeien waarschijnlijk een ander fenotype dan die aan de Atlantische kust. Krappabomen die in het noorden van Frans-Guyana groeien, worden maar tot 10 meter hoog.
Toch is de genetische variatie van de krappa kleiner dan die van andere tropische boomsoorten. Er is veel onderzoek gedaan naar de effecten van ontbossing en fragmentatie van het woud op de genetische variatie van de krappa. Sommige studies tonen aan dat dit een negatief effect heeft op de allelenrijkdom van de soort. Volgens andere studies valt dit mee. Wellicht heeft dit te maken met de mate waarin er rivieren aanwezig zijn waarlangs het zaad verspreid kan worden.

### Verschillen metC. procera
C. guianensis en C. procera lijken sterk op elkaar. Dezelfde triviale namen worden vaak voor beide bomen gebruikt. Toch zijn er verschillen. C. procera is kleiner, en bereikt meestal een hoogte tot 30 meter. De stam heeft een meer roodachtige en minder grijze kleur. Bij C. procera komen meestal vijftallige bloemen voor, bij C. guianensis meestal viertallige. De kiemplant van C. procera heeft gemiddeld slechts drie catafylen op het epicotyl.
De vruchten en de zaden van C. procera zijn iets kleiner. De zaadhuid is ook dunner, waardoor de kieming sneller gaat. Bij C. procera komen vaak polyembryonische zaden voor, bij C. guianensis zijn deze afwezig.
Een verschil dat voor de determinatie belangrijk is ligt in de jonge planten. Bij C. procera hebben deze gemiddeld 6 enkelvoudige bladeren, bij C. guianensis hebben ze vanaf het begin samengestelde bladeren. Verder zijn er subtiele verschillen in de bloesems en in de jonge blaadjes. Voor de determinatie zijn deze verschillen van secundair belang.

## Ecologie

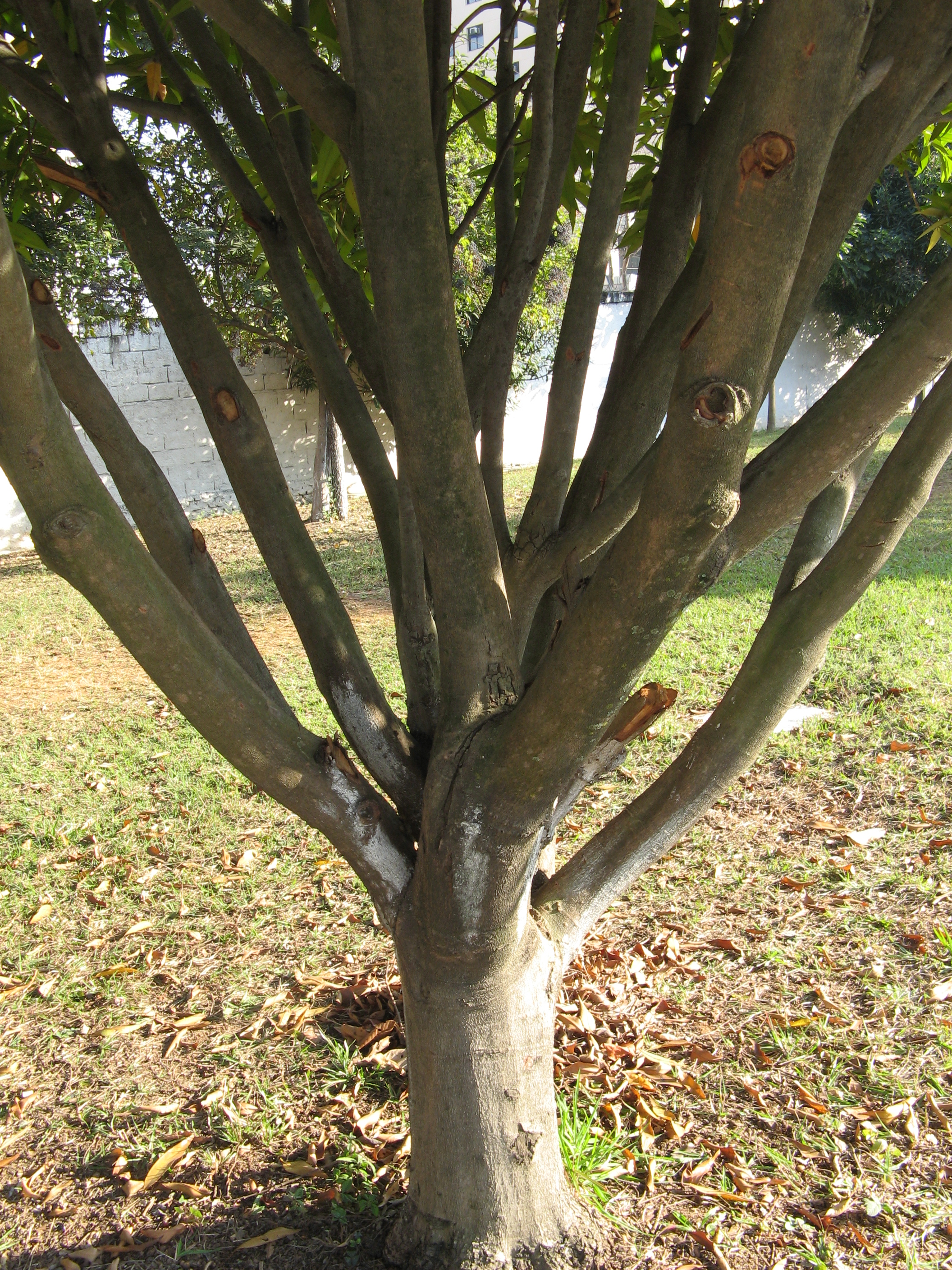
Beschadiging door de snuitmot Hypsipyla grandella

Krappa groeit vaak in associatie met de baboen en de Braziliaanse rubberboom. De zaden van de krappa worden door vogels gegeten, met name door ara's en Amazonepapegaaien. Deze vogels bouwen ook hun nest in de krappabomen. Vaak zijn er veel mieren te vinden rond de toppen van de jonge loten of van de bladeren. Deze komen vooral op de nectarklieren af.
De boom is gevoelig voor een aantal plagen. Het spinthout wordt aangevreten door boorkevers uit het geslacht Lyctus en door de snuitkever Platypus australis. De stam kan het zwaar te verduren krijgen door schorskevers. Geduchte plagen zijn de snuitmotten. De soort Hypsipyla grandella boort gangen in jonge loten, waardoor de stengels vervormd raken. Hypsipyla ferrealis maakt gangen in de vrucht en in de zaden, en plant zich hierin voort. Schimmels uit het geslacht Rhizopus tasten de zaden aan. Als een boom een aanval van H. grandella overleeft, kan het daarna wel zaden blijven produceren.
Jonge boompjes worden vaak gegeten door hertachtigen, en hun wortels door de lanshaarrat. Bomen die in open ruimten groeien worden meer aangegeten dan exemplaren die in dichtbegroeid bos staan. De kiemplanten hebben een relatief grote capaciteit om zich te herstellen nadat ze aangevreten zijn.

## Teelt
Krappa wordt met name aangeplant vanwege de houtproductie. Het kan beter niet in monocultuur gekweekt worden vanwege aanvallen van Hypsipyla grandella. Het is een gewas dat vermeerderd kan worden door te zaaien. Hiervoor worden meestal zaden uitgezocht van bomen met een diameter boven 60 centimeter. Voor een goede kieming is het het beste om de zaden meteen uit de vrucht te halen nadat deze afgevallen is.
Het lastigste onderdeel van de krappateelt is het bewaren van het zaad. Met verse zaden kan nog een kiemingsgraad van 100% bereikt worden. Daarna loopt deze snel terug, door uitdroging of doordat de zaden aangevreten worden door Hypsipyla ferrealis. Een veel gebruikte methode is om de zaden ten minste 24 uur onder te dompelen in water, waardoor de larven van de snuitmotten verdrinken. Soms wordt insecticide aan dit water toegevoegd. Hierna wordt het zaad in zakken van polyetheen bewaard (maximaal 8 zaden per zak). Deze zakken worden met water gevuld dat elke dag ververst wordt. De vochtigheidsgraad moet hierbij boven de 90% blijven, en de temperatuur boven de 20 °C. Op deze manier kan men na 7 maanden nog een kiemingsgraad van 50% bereiken.
Vanwege de vraat is het aan te raden eerst kiemplantjes in een kweekplaats te laten groeien en deze later aan te planten. Het zaad wordt hiervoor rechtstreeks in de plastic zakken in de grond aangebracht. In de zakken wordt dan vaak een verhouding van 2/3 water en 1/3 zand aangehouden. Het zaad kan het best aangebracht worden aan de oppervlakte of op geringe diepte in vochtige grond. Door de zaden in te kerven (scarificatie) kan de kiemingsperiode worden teruggebracht tot 6–7 dagen. Als de grond sterk moerassig is, kunnen er grote sneden in het zaad aangebracht worden. Het is belangrijk om tijdens het kiemingsproces de grond vochtig te houden.
Na een jaar zijn de boompjes een halve meter hoog. Meestal worden de wortels dan gesnoeid tot op 15 centimeter. Wanneer er hierna nieuwe zijwortels groeien, is de boom klaar om te verplanten. Als men aanplant in een rooster van 3 bij 4 meter, kan men een houtopbrengst van 152,5 tot 189,5 m³ per hectare halen.

## Krappahout

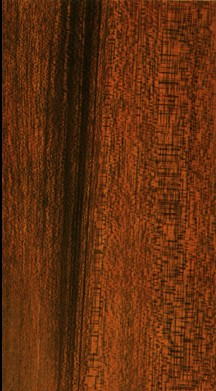
Krappahout

### Fysieke eigenschappen
Krappahout lijkt op mahonie. Het hout is reuk- en smaakloos. Het spinthout is roze als het vers gekapt is, daarna wordt het rood-bruin tot grijs. Het kernhout is lichtroze tot rood-bruin als het vers is, daarna wordt het helder rood tot grijs. De scheiding tussen spint- en kernhout is niet altijd duidelijk zichtbaar.
De draad van het hout is meestal recht of licht gegolfd, soms gekruist. De textuur is fijn tot gematigd grof. Het kwartiergezaagde hout heeft een gouden glans en brede lijnen in de lengterichting. Het hout is relatief zacht, drukbreuken komen regelmatig voor.
In de onderstaande tabel zijn de kengetallen van krappahout weergegeven, alle waarden gelden bij een vochtgehalte van 12%.

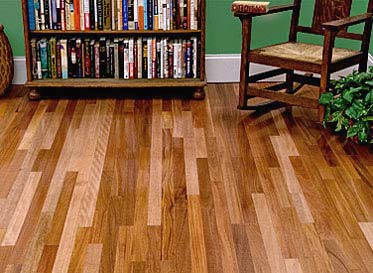
Vloer van krappahout

| Eigenschap                     | Waarde        |
| ------------------------------ | ------------- |
| Dichtheid                      | 580–750 kg/m³ |
| Specifieke zwaartekracht       | 0,42–0,52     |
| Janka-hardheid                 | 5430 N        |
| Monnin-hardheid                | 3,5 mm⁻¹      |
| Buigsterkte                    | 102–108 N/mm² |
| Druksterkte                    | 54–59 N/mm²   |
| Elasticiteitsmodulus           | 13.700 N/mm²  |
| Tangentiale krimp              | 7,6%          |
| Radiale krimp                  | 3,1%          |
| Volumetrische krimpcoëfficiënt | 0,55%         |

### Duurzaamheid
De duurzaamheid van krappahout varieert. Het is relatief goed bestand tegen insecten. Ook is het kernhout bestand tegen termieten. Toch is het hout gevoelig voor schimmels, boorkevers uit het geslacht Lyctus en termieten in het kernhout. Krappahout is goed binnenshuis te gebruiken. Voor buiten is het minder geschikt, vooral als het in contact met de grond komt. Houtverduurzaming door methoden met en zonder druk hebben slechts een beperkt resultaat omdat de absorptie van het impregneermiddel laag is. De duurzaamheidsklassen volgens de Europese Normen zijn als volgt:
| Criterium                   | Duurzaamheidsklasse             | Europese Norm |
| --------------------------- | ------------------------------- | ------------- |
| Bestandheid tegen schimmels | 3–4 (matig tot weinig duurzaam) | EN 350-2      |
| Bestandheid tegen kevers    | S (gevoelig voor aantasting)    | EN 350-2      |
| Bestandheid tegen termieten | M (matig duurzaam)              | EN 350-2      |
| Impregneerbaarheid          | 3 (moeilijk impregneerbaar)     | EN 350-2      |
| Biologische risicoklasse    | 2 (hout niet in grondcontact)   | EN 335        |

### Biologische eigenschappen
De jaarringen zijn duidelijk van elkaar te onderscheiden, en omgeven door een soort vulweefsel, het marginaal parenchym. Het kernhout heeft geen strepen. Er zijn gemiddeld 11 houtvaten per mm². De houtvatcellen hebben een gemiddelde diameter van 175 µm en een gemiddelde lengte van 570 µm. De houtvaten komen voor in groepjes van twee of drie die straalsgewijs georiënteerd zijn. De houtvaten bevatten geen tylosen. De doorboring (perforatie) van de houtvatcellen is enkelvoudig. De tracheïden (houtvezels) hebben een gemiddelde lengte van 1500 µm. De meeste houtvezels zijn gedeeld, en hebben dus tussenschotten (septa).
Er zijn verschillende soorten stippels tussen de bestanddelen van het hout. Deze hebben de volgende eigenschappen:
- Stippels tussen de houtvaten: zijn alternerend geplaatst, en hebben een gemiddelde diameter van 2 tot 4 µm.
- Stippels tussen houtvat en houtstraal: hebben een duidelijke stippelhof, en lijken sterk op de stippels tussen houtvaten.
- Stippels op de tracheïden: zijn geplaatst op de zijwand, en hebben een onduidelijke stippelhof.[6]

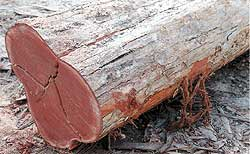
Krappahout

Het axiaal parenchym is bandvormig. De parenchymketens zijn gemiddeld 4 cellen lang. Het axiaal parenchym is meestal paratracheaal, in dit geval is het spaarzaam tot vasicentrisch. Het veel minder voorkomende apotracheale parenchym is diffuus.
Er zijn 4 tot 8 houtstralen per tangentiële mm (op een raaklijn ten opzichte van de jaarringen). Zij komen voor in groepjes van gemiddeld 4 naast elkaar. In de houtstralen komen vierkante of rechtopstaande rechthoekige cellen voor. Er treedt geen etagebouw op.
Er zijn geen oliecellen, slijmcellen, melksapkanalen of tanninekanalen. Wel zijn er intercellulaire kanalen, meestal worden deze veroorzaakt wanneer het hout door Hypsipyla wordt aangevreten. Ook kunnen ze voorkomen als de boom zeer snel groeit op een plantage en er 'groeistress' optreedt. De kanalen zijn gevuld met een rode gomachtige stof. De intercellulaire kanalen zijn in het marginaal parenchym ingebed, en lopen in de lengterichting van het hout (axiaal). Ze kunnen in groepjes voorkomen die tangentieel gerangschikt zijn.
In de houtstralen en in het axiaal parenchym komen prismatische kristallen voor, met name in de vierkante houtstraalcellen. Er bevindt zich dan 1 kristal per cel. In het hout is geen siliciumdioxide aangetroffen.

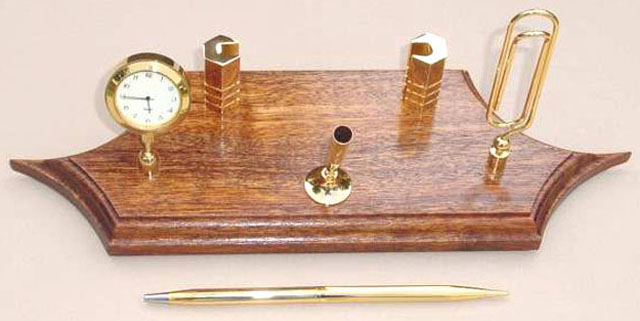
Voorwerp van krappahout

### Bewerken
Krappahout is goed te bewerken met handgereedschap en met machines. Het is iets harder dan mahoniehout. Het is goed te schuren, te lijmen, te polijsten en af te werken. Het spijkeren moet met enige voorzichtigheid gebeuren omdat het hout dan kan splijten. Bij het zagen wordt aangeraden voor te boren.
Als men het hout aan de weersinvloeden blootstelt om het te laten rijpen moet dit voorzichtig gebeuren, anders kan het kromtrekken of kunnen er barsten ontstaan.
Het hout is goed te drogen in de lucht of in een droogoven. Het trekt niet krom tijdens het drogen, maar kan wel splijten als het te snel gedroogd wordt. Langzame droging bij een relatief lage temperatuur en hoge vochtigheid wordt aangeraden.

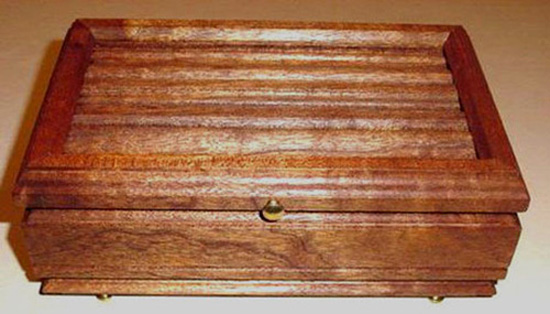
Kistje van krappahout

### Toepassingen
Het hout wordt voornamelijk gebruikt voor kwaliteitsmeubelen en voor kasten, trappen, vloeren en kisten. Voor deze doeleinden wordt het ook buiten Latijns-Amerika geëxporteerd. Gezaagd tot fineer wordt het gebruikt in meubelen en in het interieur. Ook wordt het verwerkt binnen multiplex. Als bouwmateriaal is het soms een vervanger voor okoumé of voor notenhout. Verder wordt het gebruikt voor scheepsmasten en potloden. In Colombia wordt het hout binnen de schoenmakerij gebruikt om hakken te vervaardigen.
De houtpulp kan worden gebruikt voor het vervaardigen van papier.

## Krappaolie

### Chemische en fysische eigenschappen
Een zaad heeft een oliegehalte tot 63%. Krappaolie is lichtgeel van kleur, en erg bitter van smaak. Het bevat tot 65% onverzadigde vetzuren. Deze zijn op de volgende manier verdeeld:
| Vetzuur        | Percentage |
| -------------- | ---------- |
| Myristinezuur  | 0,33%      |
| Palmitinezuur  | 28,03%     |
| Stearinezuur   | 8,69%      |
| Oliezuur       | 49,08%     |
| Linolzuur      | 11,03%     |
| Linoleenzuur   | 1,35%      |
| Arachidinezuur | 0,22%      |
| Beheenzuur     | 0,34%      |

De bittere smaak wordt veroorzaakt door verschillende meliacinen die in de olie voorkomen. Dit zijn chemische stoffen die behoren bij de triterpenoïden. Ze zijn grotendeels verantwoordelijk voor de medicinale werking van de krappaolie. Hieronder zijn gedunine, andirobine, carapine en epoxyazadiradione.
Krappaolie heeft de volgende eigenschappen:

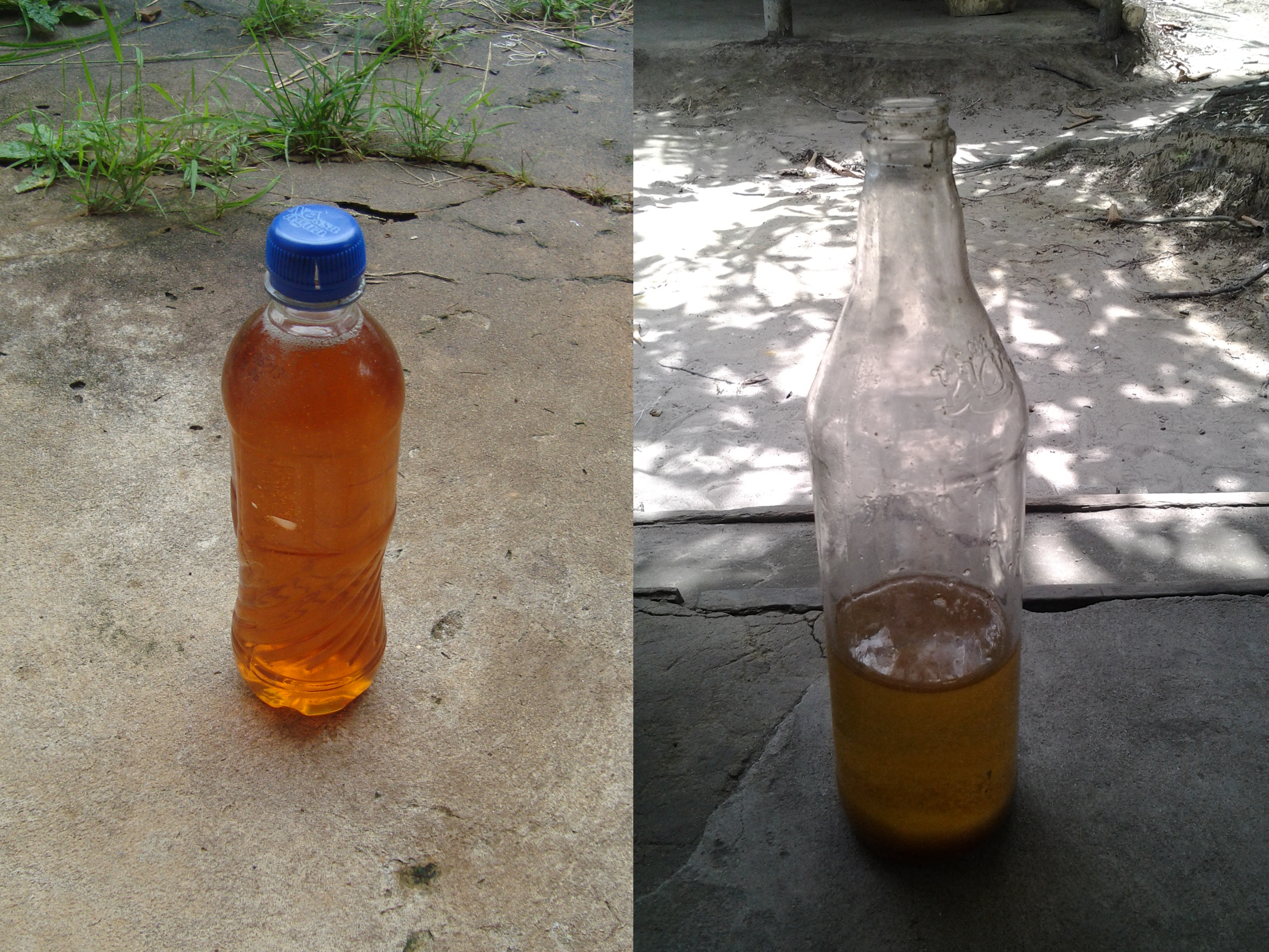
Traditioneel bereide krappaolie voor en na het filteren

| Eigenschap               | Waarde           |
| ------------------------ | ---------------- |
| Vrije vetzuren           | 18,6%            |
| Brekingsindex (40 °C)    | 1,347            |
| Joodadditiegetal         | 33–69 g I2/100g  |
| Verzepingsgetal          | 197–205 mg KOH/g |
| Niet-verzeepbare fractie | 3–5%             |
| Zuurgetal                | 15–20 mg KOH/g   |
| Peroxidegetal            | 8–10 mEq/kg      |
| Dichtheid                | 0,98 kg/l        |
| Smeltpunt                | 22 °C            |

### Traditionele bereiding

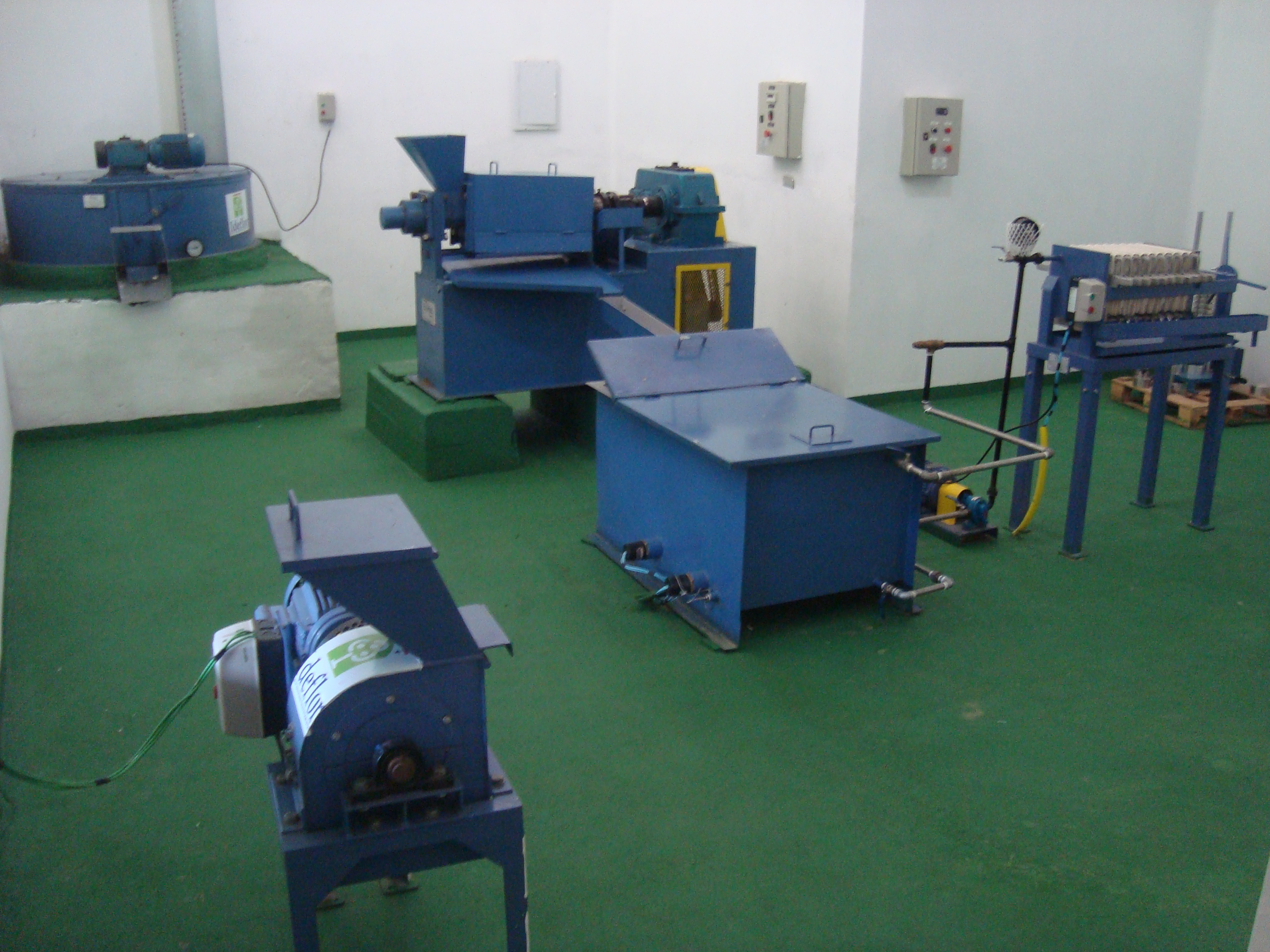
Machines voor de industriële extractie van krappaolie: verwarmingsketel, pers, decanteervat en filter

Traditioneel worden krappazaden verzameld als ze in de rivier drijven, of direct van onder de bomen geraapt. Ze worden eerst gekookt in een grote pot water en blijven vervolgens twee weken in de schaduw liggen totdat ze rot zijn. Men raakt de zaden elke dag even aan, totdat men merkt dat er bij deze aanraking olie uit de zaden begint te komen. Daarna worden ze in de zon gelegd, waarbij de olie uit het zaad loopt. Om het proces te versnellen worden de rotte zaden soms geperst met een uit bladeren gemaakt hulpmiddel dat tipiti heet.
De ruwe olie die op deze manier verkregen wordt is roodachtig van kleur door resten van de zaadhuls, na filteren is de kleur geel. Om op deze wijze een liter olie te winnen is 12–27 kg zaad nodig. Omdat de olie al na korte tijd een onaangename geur begint te verspreiden, moet deze snel gebruikt worden.

### Industriële bereiding
In industriële productieprocessen wordt het zaad eerst door machines in kleine stukjes gebroken. Deze worden verwarmd tot 60–70 °C bij een vochtigheid van 8%. In een pers wordt de olie eruit gehaald bij een temperatuur van 90 °C. Met dit proces is vier kilo zaad genoeg om een liter olie te produceren. Door chemische oplosmiddelen te gebruiken kan men dit nog terugbrengen tot drie kg.

### Insectenafweer
Studies hebben aangetoond dat als een krappaolie bevattende kaars gebrand wordt in een gesloten ruimte, dit ten minste 48 uur effectief is tegen steekmuggen uit het geslacht Aedes. Voor individuele bescherming tegen deze insecten is krappaolie echter minder effectief dan DEET.
Krappaolie heeft een bewezen effect tegen de volgende insecten:
- Denguemug (Aedes aegypti)[26][27][28][29]
- Hoofdluis (Pediculus humanus capitis)[30]
- Tijgermug (Stegomyia albopicta)[31]

### Medicinale eigenschappen
In de volgende gevallen is een positief effect van krappaolie wetenschappelijk aangetoond, op proefdieren en in vitro:
- Allergieën[32][33]
- Bacteriële infecties[34]
- Cervicale dysplasie[35]
- Malaria[36]
- Ontstekingen[37]
- Pijnstiller[33]
- Wondheling[38]

Verder wordt de krappaolie traditioneel in de volgende gevallen gebruikt. In sommige gevallen wordt er nog wetenschappelijk onderzoek verricht om de werking aan te tonen:
| - Acne - Artritis - Blauwe plekken - Constipatie - Darmwormen - Dermatitis - Diabetes - Diarree - Griep - Herpes - Huidkanker | - Hepatitis - Insectenbeten - Insectensteken - Jeuk - Keelproblemen - Koorts - Lepra - Luizen - Maagzweren - Mijten - Oorinfecties | - Parasieten - Psoriasis - Reuma - Sinaasappelhuid - Spierpijn - Splenomegalie - Spijsverteringsproblemen - Teken - Tetanus - Verkoudheid - Vermoeide voeten |

Voor oraal gebruik wordt vaak twee milliliter krappaolie in water opgelost en dan ingenomen. Ook wordt het gemengd met honing tegen keelinfecties. Voor extern gebruik wordt de olie direct op de huid aangebracht. In Brazilië doopt men de spons van de Luffa operculata soms enkele uren in hete krappaolie en brengt dit dan warm aan op de huid tegen reuma, artritis en huidaandoeningen.
Experimenten met Wistarratten lieten geen toxische effecten van krappaolie zien, hoewel de toxiciteit voor de lever nog nader onderzocht moet worden. Ook zijn er geen schadelijke (teratogene) effecten op zwangere ratten aangetoond.

### Dieren en planten
Traditioneel wordt de olie ook gebruikt voor dieren, met name tegen teken en oorinfecties. Tegen de volgende plagen en parasieten op dieren en planten is de effectiviteit van krappaolie aangetoond:
- Paenibacillus larvae[41]
- Runderteek (Rhipicephalus microplus)[42]
- Hondenteek (Rhipicephalus sanguineus)[43][44]
- Spodoptera frugiperda[45]

Effect op de rode lebmaagworm (Haemonchus contortus) en op Strongyloides venezuelensis is niet aangetoond.

### Verzorging en cosmetica
Krappaolie wordt verwerkt in zeep, ook vanwege de medicinale werking op de huid, bijvoorbeeld tegen acne. De caboclos (Brazilianen van gemengde inheems-Amerikaanse en Europese afkomst) vermengen het met as en de peul van de cacaoboon om een traditionele zeep te maken. Tegenwoordig worden er ook meer industriële zepen verkocht, in Nederland en Vlaanderen vaak onder de naam andiroba-zeep.
Verder heeft de olie versterkende werking op het haar. Ook kan het worden gebruikt als massageolie.

### Overige toepassingen
Inheemse volken mengen de olie met natuurlijke kleurstoffen zoals anatto en brengen deze aan op hun huid, als decoratie maar ook als bescherming tegen insecten. Soms wordt de pap uit het krappazaad hiervoor eerst gebrand.
De olie is goed brandbaar en geeft weinig rook af. Daarom wordt het vaak gebruikt als lampolie, mede vanwege de insectenwerende eigenschappen. In het begin van de 19e eeuw brandde de straatverlichting van de stad Belém hierom op krappaolie. Om dezelfde redenen wordt de olie ook in kaarsen verwerkt.
In Brazilië wordt de olie soms ook op meubelen aangebracht om ze te beschermen tegen termieten.
De Munduruku gebruikten krappaolie om de hoofden van hun vijanden te mummificeren en als oorlogstrofee te kunnen bewaren.

## Medicinale eigenschappen (overig)
Naast de krappaolie zijn er nog andere onderdelen van de boom die medicinale eigenschappen hebben. De bast bevat net als de olie carapine, wat een koortswerende werking heeft. Van de bast wordt ook thee getrokken die ingenomen wordt tegen wormen of op de huid wordt aangebracht tegen verschillende aandoeningen.
De bladeren worden in water gekookt en op de huid aangebracht tegen jeuk. Van de schil van de vrucht maakt men een afkooksel tegen koorts en darmwormen. Een afkooksel van het zaad wordt ingenomen tegen hepatitis of tetanus, of wordt op de huid aangebracht tegen huidziekten en ringworm.

## Overig gebruik

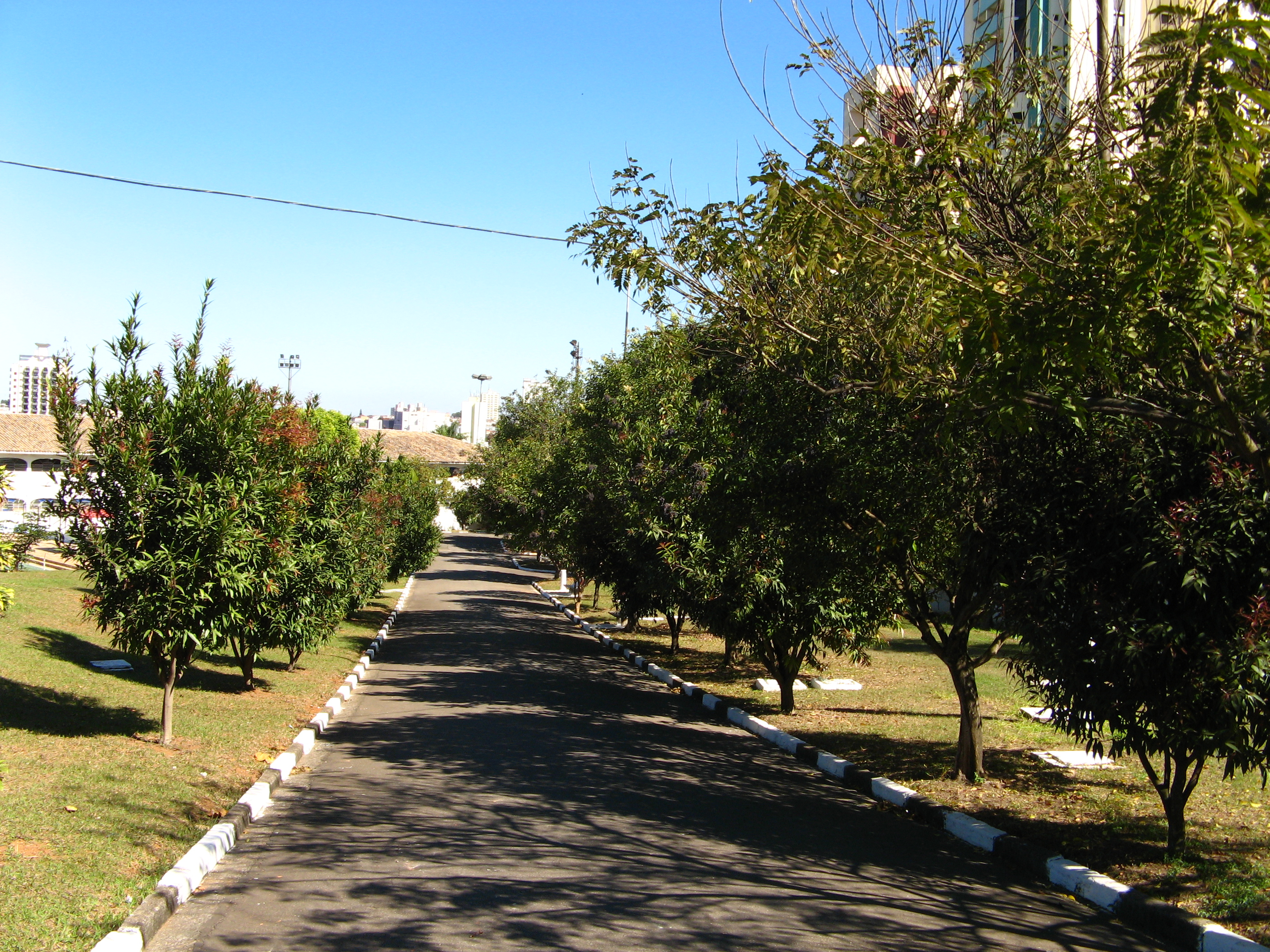
Krappa's aangeplant als decoratie in São Paulo

Krappa wordt ook aangeplant voor grondverbetering. Het kan goed gebruikt worden om secundair bos te verrijken, en voor de restauratie van gedegradeerde terreinen met een vochtige ondergrond. Met name in het Caraïbisch gebied worden de bomen ook voor decoratieve doeleinden gebruikt. Binnen het verspreidingsgebied is het aanplanten en beheren van krappabomen in de zogeheten agroforestry-systemen een deel van de agrarische activiteiten. Tannines uit de bast worden gebruikt in het leerlooien.

## Handel
In het begin van de jaren 90 werd er maximaal 13.400 m³ krappahout van Brazilië naar de Verenigde Staten geëxporteerd, voor een gemiddelde prijs van US$ 227 per m³. De export steeg naar 120.000 m³ per jaar na de millenniumwisseling, waarvan ongeveer 80% naar de Verenigde Staten.
In de jaren 70 en 80 werd gemiddeld 310 ton krappazaad per jaar vanuit Brazilië geëxporteerd. De handel in krappaolie is sterk toegenomen sinds Yves Rocher er in 2004 een patent op kreeg. Op dit patent is kritiek vanuit het oogpunt van biopiraterij.